# Richard III (Shakespeare)
Pour les articles homonymes, voir Richard III (homonymie).
 (janvier 2018).
Si vous disposez d'ouvrages ou d'articles de référence ou si vous connaissez des sites web de qualité traitant du thème abordé ici, merci de compléter l'article en donnant les références utiles à sa vérifiabilité et en les liant à la section « Notes et références ».
Richard III (The Life and Death of Richard the Third) est la dernière pièce historique d'un ensemble qui forme, avec les trois parties d'Henri VI, la première tétralogie de William Shakespeare. La totalité de ces quatre pièces est écrite au début de la carrière du dramaturge. La plupart des historiens datent la rédaction de Richard III de 1591 ou 1592. La pièce parue en 1597 met en scène l'ascension et la chute brutale du tyran Richard III, battu par le futur Henri VII d'Angleterre à la bataille de Bosworth. La pièce en cinq actes met très librement en scène des événements qui précèdent la fin de la guerre des Deux-Roses, en 1485, lorsque la dynastie des Plantagenêts fait place à celle des Tudors.

## Pièce
Le futur Richard III est malheureux et laid. Il est surtout dévoré par l'ambition d'être roi. Il laisse mourir son frère régnant, le roi Édouard IV, et fait assassiner son frère qui devait lui succéder, Georges, duc de Clarence. Il fait également emprisonner les fils de ses frères défunts, Édouard, prince de Galles, fils d'Édouard IV, et Édouard, comte de Warwick, fils de Georges de Clarence. Il peut alors épouser lady Anne et se faire couronner roi. Pourtant, il continue à craindre pour sa couronne. Ses neveux emprisonnés représentant un danger pour son règne, il les fait assassiner. Il complote ensuite pour tuer son épouse Anne et épouser Élisabeth, sa nièce. La mère de la jeune Élisabeth sauve sa fille en la promettant au comte de Richmond, futur Henri VII. Celui-ci lève une armée et attaque Richard III. La veille de la bataille, les fantômes de toutes les victimes de Richard viennent hanter ce dernier et lui annoncent sa défaite. Richmond trouve Richard III errant sur le champ de bataille et le tue. Il est couronné roi sous le nom d'Henri VII et épouse Élisabeth.
Lors de la bataille finale, alors que son cheval est tombé sous lui, le tyran répète deux fois : « Un cheval ! Un cheval ! Mon royaume pour un cheval ! » (« A horse! A horse! My kingdom for a horse! ») (Acte V, scène 4), et tombe sous les coups de Richmond.

## Argument
Quand la pièce commence, Richard est en train de raconter l'accession au trône de son frère, le roi Édouard IV d'Angleterre, fils aîné du défunt duc Richard d'York.

« Maintenant que l'hiver de notre mécontentement
s'est changé en été glorieux par ce soleil d'York ;
Et toute la nuée pesant sur ma maison
Engloutie dans le sein profond de l'océan. »

« Soleil d'York » est un jeu de mots qui fait référence au soleil éclatant qu'Édouard IV a adopté comme emblème, et (par la consonance en anglais entre sun, soleil et son, fils) à fils d'York, autrement dit, le fils du duc d'York.
Le discours révèle la jalousie et l'ambition de Richard, alors que son frère, le roi Édouard IV gouverne le pays avec bonheur. Richard est un affreux bossu qui se décrit lui-même comme « mal façonné » et « déformé, inachevé », incapable de faire le beau devant une nymphe impudique aux pieds légers. À l'angoisse que lui inspire son état, il répond avec le credo d'un paria : 

« J'ai bien l'intention de prouver que je suis un méchant
Et que je hais les plaisirs frivoles des jours actuels. »

Richard conspire pour faire conduire à la tour de Londres son frère George de Clarence, qui passe avant lui dans la ligne de succession, prenant prétexte d’une prophétie selon laquelle « Parmi les héritiers d'Édouard, c'est G qui doit être le meurtrier » et dont le roi croit qu'elle fait allusion à George de Clarence (le public, en fait, se rendra compte plus tard qu'il s'agit en fait de Richard de Gloucester).
Richard essaie de gagner les faveurs de « la princesse Anne », c’est-à-dire Anne Neville, veuve du lancastrien Édouard de Westminster, prince de Galles. Il dit franchement à l'assistance : 

« J'épouserai la plus jeune fille de Warwick.
Qu'importe si j'ai tué son mari et son père ? »

Malgré un premier réflexe de haine, Anne est conquise par ses déclarations d'amour et sa repentance et elle accepte de l'épouser. Quand elle est partie, Richard exulte de l'avoir conquise, malgré tout ce qu'il lui a fait, et il révèle à l'auditoire qu'il se débarrassera d'elle dès qu'elle aura servi ses intentions.
À la cour règne une atmosphère empoisonnée : les nobles bien installés ne s'entendent pas avec les parents de la reine Élisabeth qu'ils considèrent comme des parvenus, et leur hostilité est alimentée par les machinations de Richard. La reine Marguerite, veuve d'Henry VI, revient à la cour bien qu'elle en ait été bannie et prévient les nobles qui se disputent de se méfier de Richard. Elle lance des imprécations contre Richard et contre toutes les autres personnes présentes. Les nobles, tous yorkistes, ont le réflexe de s'unir contre cette dernière représentante des Lancastre, si bien que l'avertissement ne rencontre que des oreilles fermées.

## Personnages
- Maison d'York
  - Le roi Édouard IV
  - Richard, duc de Gloucester, plus tard le roi Richard III, frère du roi Édouard IV
  - Édouard, prince de Galles, plus tard le roi Édouard V
  - Richard, duc d'York, fils du roi Édouard IV
  - Georges, duc de Clarence, frère du roi Édouard IV
  - Édouard Plantagenêt, un jeune fils de Clarence
  - Margaret Plantagenêt, une jeune fille de Clarence
  - La duchesse d'York, mère du roi Édouard IV, de Georges et de Richard
- Maison de Lancastre
  - Le spectre du roi Henri VI
  - Marguerite d'Anjou, veuve d'Henri VI
  - Le spectre d'Édouard de Westminster, fils d'Henri VI et de Marguerite
  - Lady Anne, veuve d'Édouard de Westminster ; plus tard mariée à Richard
  - Tressell et Berkeley, gentilshommes de Lady Anne
- Les Woodville
  - Élisabeth Woodville, femme du roi Édouard IV
  - Anthony Woodville, comte Rivers, frère d'Élisabeth
  - Le marquis de Dorset, fils d'Élisabeth
  - Richard Grey, fils d'Élisabeth
  - Sir Thomas Vaughan
- Partisans de Richard
  - Le duc de Buckingham
  - Le duc de Norfolk
  - Le comte de Surrey, son fils
  - Lord Lovel
  - Sir Richard Ratcliffe
  - Sir William Catesby
  - Sir James Tyrrell
  - Deux assassins
  - Le page de Richard
- Partisans de Richmond
  - Henri, comte de Richmond, plus tard le roi Henri VII
  - Le comte d'Oxford
  - Lord Stanley, comte de Derby
  - Sir James Blount
  - Sir Walter Herbert
  - Sir William Brandon
- Clergé
  - Le cardinal Thomas Bourchier, archevêque de Canterbury
  - L'archevêque d'York, Thomas Rotherham
  - L'évêque d'Ely, John Morton
  - Christopher Urswick, prêtre
  - John, un autre prêtre
- Autres
  - Lord Hastings
  - Sir Robert Brackenbury, connétable de la Tour de Londres
  - Le Lord-Maire de Londres
  - Le shérif de Wiltshire
  - Les spectres des victimes de Richard
  - Seigneurs et autres personnes de la suite, un poursuivant d'armes, un greffier, des citoyens, des messagers, des soldats, etc.

## Adaptations

### Au cinéma
- 1908 : Richard III réalisé par James Stuart Blackton et William V. Ranous.
- 1912 : Richard III réalisé par André Calmettes et James Keane.
- 1939 : La Tour de Londres par Rowland V. Lee.
- 1962 : La Tour de Londres par Roger Corman avec Vincent Price.
- 1955 : Richard III, réalisé par Laurence Olivier, qui interprète également le rôle-titre en faisant de Richard un vilain archétypal[1].
- 1976 : Goodbye Girl, film dans lequel Richard Dreyfuss incarne un Richard III homosexuel.
- 1986 : Richard III réalisé par Raoul Ruiz, adaptation de la mise en scène de Georges Lavaudant, reprenant Ariel Garcia-Valdès pour le rôle de Richard III.
- 1995 : Richard III, réalisé par Richard Loncraine Version abrégée et transposée dans la haute société britannique des années 1930 accueillant favorablement les idées nazies.
La phrase « Un cheval ! Mon royaume pour un cheval ! » est prononcée alors que la jeep que conduisait Richard III est accidentée.
- 1996 : Looking for Richard réalisé par Al Pacino La première partie du film est une série d'interviews d'inconnus et de vedettes du théâtre, dans la seconde le film a recours au procédé de la mise en abyme, dans un va-et-vient entre des passages de la pièce de Shakespeare et les étapes de la production ; l'idée d'Al Pacino était de montrer le paradoxe d'un théâtre qui reste d'une grande actualité mais dont les références historiques et la langue échappent aux spectateurs (et à de nombreux acteurs) contemporains, pour essayer de les convaincre de passer outre leur premier mouvement de rejet[1].

### Mises en scène contemporaines en France
- 1984 : Richard III, mis en scène par Georges Lavaudant (co-directeur de la maison de la culture de Grenoble), adaptation de la traduction de J-M. Déprats.
- 2005 : Richard III (3h30) mis en scène par Philippe Calvario. Le rôle-titre est interprété par Philippe Torreton.
- 2005 : Richard III, mis en scène par Didier Long. Avec Bernard Giraudeau, Marc Citti, Nathalie Cerda, Isabelle Gélinas, David Decarme, Lucienne Hamon, Pierre Dourlens.
- 2007 : Richard III (1h30) texte de Peter Verhelst librement adapté de Richard III de Shakespeare, mis en scène par Ludovic Lagarde, captation réalisée par Roberto Maria Grassi.
- 2008 : Richard Trois (2h00). Une version très moderne mise en scène par Marie-Josée Bastien et présentée au Théâtre de la Bordée. Le rôle-titre est interprété par Jacques Leblanc, et tous les autres personnages sont interprétés par Lorraine Côté.
- 2009 : Richard III, mis en scène par Jean-Claude Fall . Compagnie : Théâtre Des Treize Vents avec Marc Baylet, Roxane Borgna, Fanny Rudelle, David Ayala, Jean-Claude Bonnifait, Isabelle Fürst, Julien Guill, Gregory Nardella, Luc Sabot, Alex Selmane, Christel Touret.
- 2010 : Richard III, mis en scène par David Gauchard. Avec Vincent Mourlon, Olivier Mellano, ARM, Melissa Raye, Emmanuelle Hiron, Nicolas Petisoff, David Moreau, Robert le Magnifique, Christophe Rouffy, Christophe Delaugeas et Klaus Loehmann.
- 2012 : Richard III, Compagnie des Dramaticules, adaptation et mise en scène Jérémie Le Louët, création en novembre 2012 au Théâtre 13.
- 2015 : Richard III (4h30), mis en scène par Thomas Jolly.
- 2017 : Richard III mis en scène par Thomas Ostermeier à l'Odéon-Théâtre de l'Europe.
- 2023 : Avant la terreur, adaptation de la pièce mise en scène par Vincent Macaigne à la MC93.

### Autres
- 1991 : Les Reines[2] pièce de théâtre de Normand Chaurette
- 2005 : adaptation à l'opéra par le compositeur italien Giorgio Battistelli sur un livret de Ian Burton.
- 2013 : Le Requiem du roi des roses, manga de Aya Kanno, adaptation libre de la pièce en manga[3]
- 2013 : L'Hiver du mécontentement (en arabe : الشتا إللى فات, El sheita elli fat), film égyptien d'Ibrahim El Batout (ar) sorti en 2013 ;
- 2014 : Nathalie Béasse s'est inspirée de Richard III pour sa chorégraphie Roses[4]
- 2018 : L'Hiver du mécontentement, roman de Thomas B. Reverdy

## «Mon royaume pour un cheval»
La célèbre phrase « Mon royaume pour un cheval » est souvent l'objet d'hommages ou de parodies :
- Dans le roman de Jean Giono, Le Hussard sur le toit, Angelo a tellement envie de fumer qu'il pense : « Mon royaume pour un cigare ! »[5]

- Dans le jeu vidéo Worms Armageddon, lorsque vous invoquez un immense âne, celui-ci s'écrase sur la carte du jeu accompagné de la phrase humoristique « My kingdom for a donkey » (« Mon royaume pour un âne »).
- Dans Astérix en Hispanie, Cétautomatix se bouche les oreilles et hurle : « Un poisson ! Mon règne pour un poisson ! ».
- Dans Le Pied-Tendre, album de Lucky Lucke de Morris et Goscinny, avant de se faire ligoter sur un cheval sauvage, un acteur déclame : « Un cheval ! un cheval ! Mon royaume pour un cheval ! ».
- Dans le jeu Civilization V, lors de la découverte de la technologie de l'équitation, la citation apparaît.
- Dans Le Vicomte de Bragelonne, écrit par Alexandre Dumas, D'Artagnan après avoir mené Mlle La Vallière au Couvent des Carmélites, cherchant un cheval, clôt son raisonnement par la phrase : « Ma couronne pour un cheval ».
- William Shakespeare apparaît en tant que Servant surnommé « Caster of Red » dans l'anime Fate/Apocrypha. Il prononce la célèbre phrase lors de sa scène d'introduction.